# Daiene Dias
Daiene Marçal Dias é uma nadadora brasileira e a primeira mulher brasileira na história, a conquistar uma medalha em Campeonato Mundial, em uma prova Olímpica, ficando em 3º Lugar no Campeonato Mundial de Piscina Curta, obtendo o melhor tempo pessoal e novo Recorde Sul-Americano da prova.

## Carreira
Daiene começou a nadar como muitas crianças: por aconselhamento médico, aos seis anos. Ela tinha rinite e sinusite.
Aos 18 anos, nos Jogos Pan-americanos de 2007, no Rio de Janeiro, ganhou a medalha de bronze nos 200 metros borboleta, batendo o recorde brasileiro da prova, com o tempo de 2m13s35. Também ganhou o bronze nos 4x100m medley, porém, esse resultado foi posteriormente cassado, devido ao doping de Rebeca Gusmão. Além disso, ficou em 4º lugar nos 100 metros borboleta. Na semifinal dos 100 metros borboleta, bateu o recorde sul-americano da prova (que já era dela) com 1m00s48.
Em 2007 ela fazia faculdade de Educação Física em um faculdade particular de Vitória, onde ganhava uma bolsa de estudos.
Integrando a delegação nacional que disputou os Jogos Pan-Americanos de 2011, em Guadalajara, no México. ficou em 10º lugar na eliminatória dos 100 metros borboleta, não indo à final.
Se distanciou da natação, mas posteriormente, voltou.
No Campeonato Mundial de Natação em Piscina Curta de 2014 realizado em Doha, Qatar, Daiene foi à final dos 100m borboleta, terminando em 8º lugar. Também ficou em 12º lugar nos 50m borboleta  e nadou a eliminatória do revezamento 4x50m medley feminino do Brasil, classificando-o para a final com o tempo de 1m47s20, recorde sul-americano.
Nos Jogos Pan-Americanos de 2015, em Toronto, Canadá, ela terminou em 5º lugar nos 100m borboleta.
No Campeonato Mundial de Esportes Aquáticos de 2015, ela terminou em 9º no revezamento 4x100m medley misto, junto com Felipe Lima, Daynara de Paula e João de Lucca, e 31º lugar nos 100m borboleta.
Nos Jogos Olímpicos de Verão de 2016, Daiene terminou em 14º lugar nos 100m borboleta.
No Campeonato Mundial de Natação em Piscina Curta de 2016 na cidade de Windsor, no Canadá, disputado entre os dias 6 a 11 de dezembro de 2016, Daiene foi à final dos 100m borboleta, terminando em 8º lugar. Ela também terminou em 19º nos 50m borboleta.
No Campeonato Mundial de Piscina Curta de 2018 em Hangzhou, China, na prova dos 100m borboleta, Daiene bateu o recorde sul-americano na semifinal, com o tempo de 56s40, e, na final, conquistou uma medalha de bronze inédita para o Brasil nesta prova, batendo novamente o recorde Sul-Americano, com a marca de 56s31. Foi a primeira vez que uma nadadora do Brasil conseguiu uma medalha em um Campeonato Mundial de uma prova Olímpica oficial. Minutos depois, Etiene Medeiros igualou o feito, ao conseguir o bronze nos 50m livres.

## Recordes
Daiene Dias é ex-detentora dos seguintes recordes:
Piscina olímpica (50 metros):
- Ex-recordista sul-americana dos 100 metros borboleta: 1m00s48, obtidos em 17 de julho de 2007[4]
- Ex-recordista brasileira dos 200 metros borboleta: 2m13s35, obtidos em 21 de julho de 2007[2]

Piscina curta (25 metros):
- Recordista sul-americana dos 100 metros borboleta: 56s31, obtidos em 16 de dezembro de 2018
- Recordista sul-americana dos 4x100 metros medley: 3m57s00, obtidos em 15 de setembro de 2016